# ヒメウスバシロチョウ
ヒメウスバシロチョウ（姫薄羽白蝶、Parnassius stubbendorfii）は、チョウ目・アゲハチョウ科・ウスバアゲハ亜科に属するチョウの一種。
シロチョウと名は付くが、シロチョウ科ではなくアゲハチョウ科の蝶であるため、和名をヒメウスバアゲハとする場合もある。
日本では北海道にのみ分布する（亜種　P. stubbendorfii honnei )。

## 形態
半透明の薄く白い翅を持つ。ウスバシロチョウとの区別点として、本種のオスは胸部の体毛が灰白色となり明白な違いがあるが、メスは薄黄色であるため一見するとウスバシロチョウとよく似ている。
雄は腹部までふさふさとした体毛に覆われるが、雌では薄くなる。交尾後のメスは腹部が受胎嚢と呼ばれるオスの分泌物に覆われるため、容易に判別が出来る。

## 特徴
本種はアゲハチョウ科の中でも原始的なグループであるウスバシロチョウ属(Parnassius属)に属する。北方系の種で、氷河期の落とし子とも呼ばれる。

## 生態
成虫は年一化。平地から低山では5月から6月下旬にかけて、亜高山帯では7月から8月上旬にかけて発生する。越冬態は卵で、翌春早くに孵化する。
幼虫は急速に成長し蛹化する。この時、蝶としては珍しく繭を作る習性がある。幼虫の食草はケシ科のエゾエンゴサクやエゾキケマンが知られる。

## 分布
国内では北海道のみ（道北・道央・道東)。離島では利尻島に分布。
日本国外においては、アムール・ウスリー・チベット、中華人民共和国東北部、朝鮮半島など広く分布する。

## 近縁種
ウスバシロチョウが本州・四国などに広く分布し、北海道の一部の地域で本種と混生する。北海道大雪山系などの高山帯にはウスバキチョウが分布する。